# 奧運精神
奧運精神（英語：Olympic Express），是一匹曾在香港出賽的已退役賽駒，早期練馬師是愛倫，後期是沈集成，爲2001/2002馬季最佳中距離馬。競賽生涯中一勝國際一級賽。

## 競賽生涯

### 2001-02年馬季
奧運精神來港後評為94分，初出直路1000米已跑得不錯得第7名。緊接兩場一班皆以第2名過終點。及後出爭4歲大賽香港經典一哩賽和香港打吡大賽分別以二又四分一和三個半馬位輕取一眾同齡對手，以無敵姿態勝出。隨後角逐女皇盃僅得第8，遠征新加坡問鼎新航國際盃取得殿軍完成馬季。季後獲選為最佳中距離馬。

### 2002-03年馬季
奧運精神因傷患問題，11月尾才作季內首戰角逐香港短途錦標預賽，遙遙跑尾而回。其後出戰香港一哩錦標，因上仗不濟表現成為49倍大冷門，最終在馬偉昌一絕發揮下成功克服進度問題，爆冷以頸位力壓電子麒麟和日本一級賽盟主東海角勝出。接著出戰董事盃跑第4名，於香港金盃中克服13檔報捷。其後再因傷患問題被逼提早結束馬季。

### 2003-04年馬季
奧運精神於兩場直路級際賽復出，均大敗而回。12月試圖衛冕香港一哩錦標，仍被視為爭勝份子捧為10倍半冷，惜600米處因右前腳不良於行收停。季尾愛倫曾因奧運精神試閘良好而報名出賽，但因馬會獸醫認為不適合而告吹，愛倫就此向傳媒發表聲明表達不滿。

### 2004-05年馬季
因愛倫退休，奧運精神轉往徒弟沈集成服役，季內出戰兩場級際賽繼續大敗，並因右前腳筋腱再次嚴重受傷，以致右前腳不良於行。終告退役。

## 外部連結
- 香港賽馬會